# Festival Internacional de Cine Gay y Lésbico de Filadelfia
El Philadelphia QFest, hasta el 2009 conocido como el Festival Internacional de Cine Gay y Lésbico de Filadelfia (Philadelphia International Gay & Lesbian Film Festival) se lleva a cabo anualmente en Filadelfia, Pensilvania, bajo el auspicio del TLA Entertainment Group desde 1996.

## Historia
El festival es el tercero más grande de su tipo en los Estados Unidos y el más grande de la Costa Este. El festival tiene lugar en el centro de Filadelfia, en varios lugares cercanos y en la Avenida de las Artes. Las proyecciones de películas se llevan a cabo en el Prince Music Theatre, el Wilma Theatre y otras localizaciones que cambian anualmente. Tiene lugar cada año durante dos semanas a mediados de julio y proyecta hasta doscientas películas de más de cuarenta países. Hay un concurso con jurado para los mejores largometrajes y cortometrajes (gays y lésbicos), así como premios del público, seleccionados por los espectadores.
En 2014, QFest se canceló por primera año desde su fundación en 1995. Debido a la falta de recaudación de fondos y la falta de disponibilidad de Raymond Murray para dirigir la programación cinematográfica, el festival se pospuso y más adelante se terminó cancelando.
Debido a la cancelación del festival en 2014, Thom Cardwell, director de QFest, y James Duggan anunciaron que lanzarían qFLIX Philadelphia para ocupar su lugar. QFLIX es un festival de una semana de duración que presenta películas LGBTQ+ nacionales e internacionales independientes.
Un evento conocido como "En ningún sitio como en casa" (There's No Place Like Home, en inglés) es una celebración de dos semanas de duración que se lleva a cabo simultáneamente con el QFest. Esta ofrece actividades alternativas en las que los espectadores pueden participar entre las proyecciones. El evento se lleva a cabo para celebrar el próspero "Gayborhood" de Filadelfia y cuenta con una ceremonia de inauguración, celebraciones en la calle, exhibiciones fotográficas y muchos otros eventos especiales durante todo el festival.